# Лю Ган
Лю Ган (кит.: 刘刚; 30 січня 1961) — китайський вчений і політичний активіст.

## Біографія
До подій на площі Тяньаньмень Лю вивчав теоретичну фізику (механіку, аеродинаміку, оптику, матеріалознавство). Здобув ступінь магістра з фізики в Пекінському університеті в 1984 році. Викладав, також працював в компаніях і підрозділі Китайської академії наук.
На початку 1980-х років познайомився з Фан Лічжі. Лю організував Незалежний союз студентів Пекіна і був одним з найпомітніших студентських лідерів в під час подій на площі Тяньаньмень. Через два тижні після цього був заарештований. Був засуджений на 6 років тюремного ув'язнення.
Після еміграції в США в 1996 році здобув ступінь магістра в галузі комп'ютерних наук Колумбійського університету. Лю працював в Bell Labs (Нью-Джерсі).

## Наукові дослідження
Лю спільно з K. G. Ramakrishnan запропонував алгоритм маршрутизації A * Prune, який можна порівняти за ефективністю з кращими алгоритмами маршрутизації при тестуванні на випадкових графах.
Розробив програмне забезпечення і новий клас оптичних маршрутизаторів для оптичних телекомунікацій.